# حجة (اليمن)

تعديل مصدري - تعديل

مدينة حجة عاصمة محافظة حجة في اليمن، بلغ عدد سكانها 53887 نسمة عام 2004. ترتفع المدينة حوالي 1800 متر عن سطح البحر.

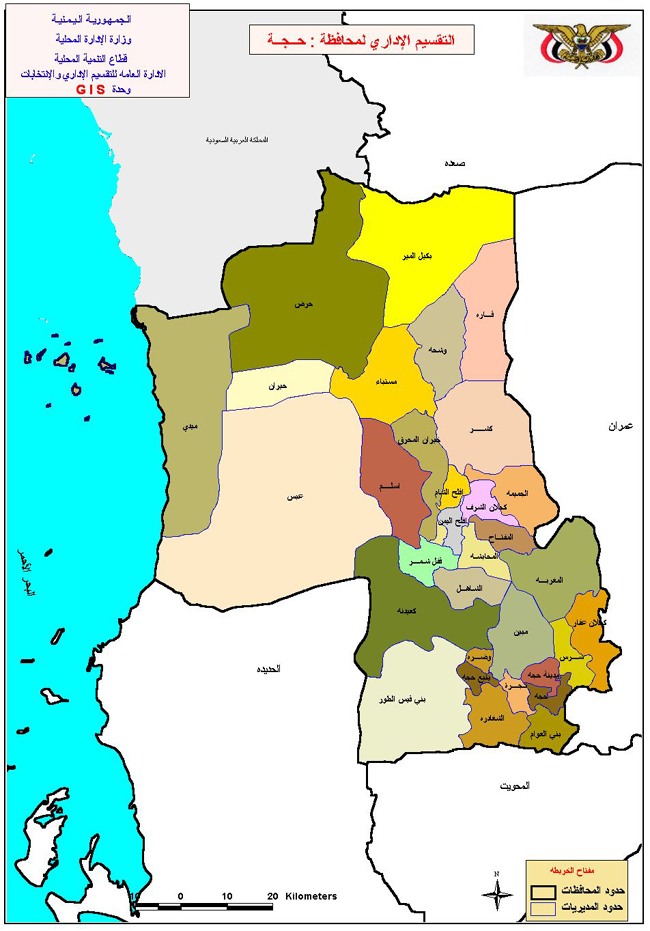
موقع مدينة حجة في محافظة حجة

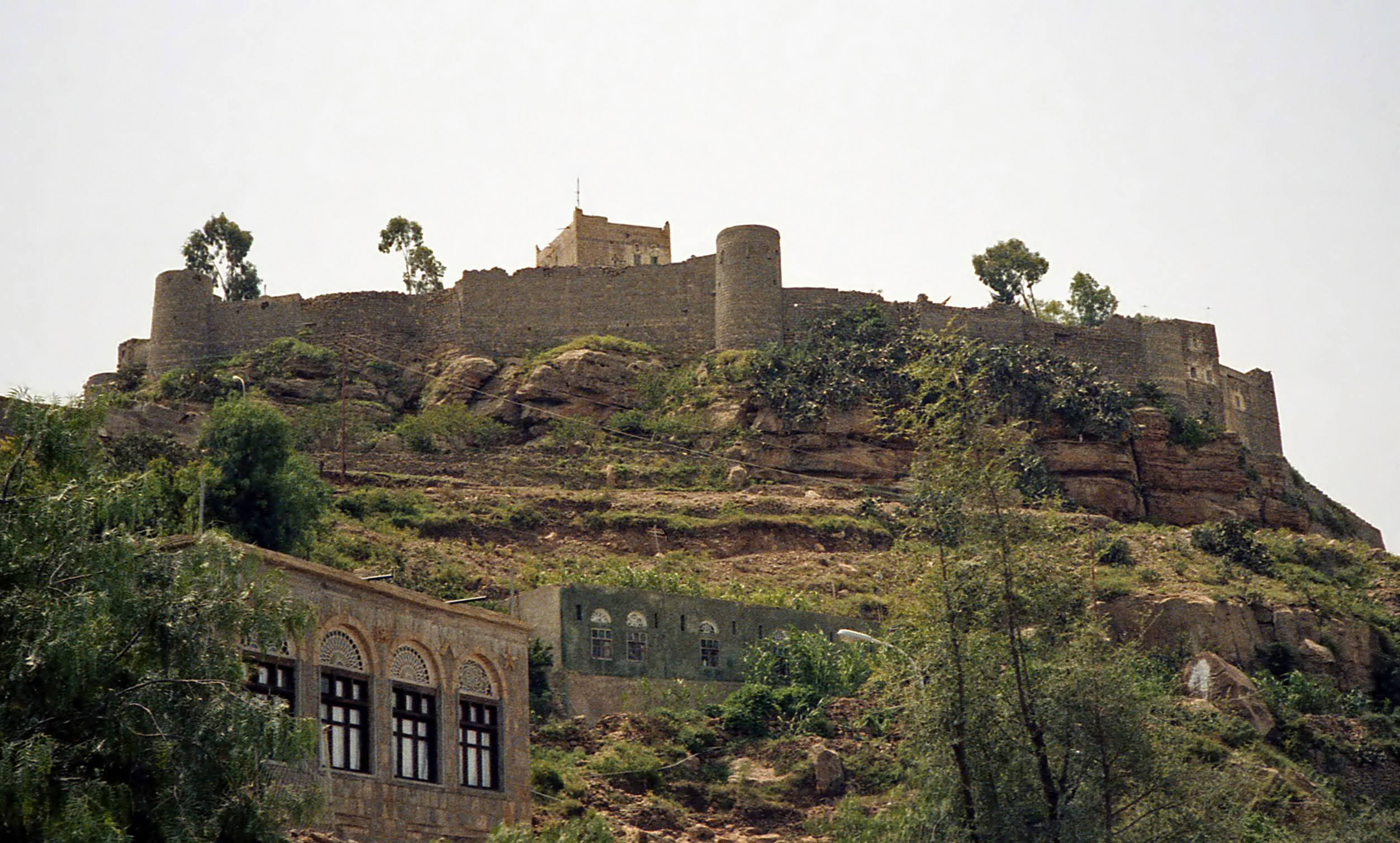
قلعة حجة

## التسمية
يعود تسميتها إلى «حجة بن أسلم بن علي بن زيد بن جشم بن حاشد»، وقول آخر بأنها بطن من بطون «حجور بن أسلم وكل بلاد حجة من حجور».

## التقسيم الإداري
- حارات مدينة حجة: حارة نعمان

## الجغرافيا
تقع حجة شمال غرب العاصمة صنعاء على بعد حوالي 127 كم، على سلسلة المرتفعات الغربية وبارتفاع حوالي 2000 متر عن سطح البحر وهي مدينة ذات طبيعة خلابة يغطيها الضباب خلال فترة الشتاء من السنة.

### المناخ
يسود المناطق الجبلية في حجة المناخ المعتدل صيفاً والبارد شتاءً، أمَّا مناطق السهول الساحلية يسودها المناخ المداري الحار والرطب صيفاً والمعتدل شتاءً.

## السياحة
تضم مدينة حجة مناظر طبيعية في وادي شرس الجميلة وشلالات وادي «عين علي» القريبة من المدينة، ويمكن إيجاز المقومات السياحية في منطقة المرتفعات الجبلية لمحافظة حجة بعدد من الحصون والقلاع التاريخية المطلة على مناظر طبيعية خلابة للمدرجات الزراعية والقرى الجميلة المتناثرة من حولها بالإضافة إلى الوديان الخضراء التي تتضمن مزروعاتها أشجار البن اليمني المشهور عالمياً، كما يوجد فيها عدد من المساجد الأثرية المنتشرة في مديريات المحافظة والتي تمتاز بزخرفتها الفنية الرائعة؛ فهي آية في الجمال والإبداع إلا أن عدم توفر الطرق شكل عائق أمام من يرغب في زيارة تلك المعالم الأثرية.
وتوجد بمحافظة حجة عدد من مواقع المياه الطبيعية الحارة والحمامات العلاجية، الي يؤمها الناس للاستحمام بمياهها التي تحتوي على عناصر معدنية وكبريتية للاستشفاء من الأمراض الجلدية والروماتيزم وغيرها
هذا وتضم مدينة حجة أيضاً قصر سعدان التاريخي الذي تم استغلاله حالياً «قصر جمهوري» الذي تم إنشاؤه سنة (1350 هـ)، كما هو مبين في أحد جدرانه، ويعتبر نموذجاً فذاً للفن المعماري اليمني الأصيل وتحفة فنية جديرة بالاهتمام، ويتكون القصر من ستة أدوار ويتبعه العديد من المرافق الخدمية
كذلك حصن نعمان التاريخي الذي يعود تاريخه إلى سنة (1374 هجرية)وجامع المطر الذي يعود تسميته إلى «المطهر بن يحيى» الذي تولى أمور المنطقة سنة 675 هـ، وتوفي سنة 695 هـ، ويرجع تاريخ الجامع إلى بداية تولي المطهر أمور المنطقة سنة 675هـ - القرن الثالث عشر الميلادي).